# Katsute Kami Datta Kemono-tachi e
Katsute Kami Datta Kemono-tachi e (かつて神だった獣たちへ lit. A las Bestias Sagradas Abandonadas?) es un manga japonés de fantasía oscura, escrito e ilustrado por Maybe. Una adaptación de anime por MAPPA se empezó a estrenar el 1 de julio de 2019.

## Argumento
100 años después de que los colonos del continente de Patria establecieran una nación democrática, la nación de Patria, dividida entre la industrial Unión del Norte y las ciudades mineras de la Confederación del Sur, comenzó a luchar en la guerra. Si bien el Sur tenía más números, el Norte tenía un arma secreta: los Encarnados, soldados que podían transformarse en bestias míticas gigantes y destruir sin ayuda de nadie los emplazamientos enemigos. Sin embargo, cuando la guerra terminó y se negoció un tratado de paz, se suponía que los Encarnados serían destruidos. Con la guerra terminada, un capitán de tropa de Encarnados de avanzada llamado Hank se ha propuesto cazar a los Encarnados supervivientes, con la ayuda de una joven llamada Schaal que lo culpa de matar a su padre.

## Personajes

### Personajes principales
Hank Henriette (ハンク・ヘンリエット Hanku Henrietto?) / Ritsuto Han (潘律人 Han Ritsuto?)
Seiyū: Katsuyuki Konishi
Antiguo capitán de la tropa de los Encarnados. Alguna vez fue amigo de Elaine y Caín, Y una vez fue amado por Elaine. Una vez lideró a las tropas a la victoria para el Ejército del Norte. Dos meses después del final de la guerra, se convirtió en un cazador de bestias, dando caza a todos los Encarnados que perdieron su humanidad en Patria para evitar que causaran más destrucción. Es capaz de transformarse en un hombre lobo bajo la luz de la luna, y lucha con una lanza gigante. 
Nancy Schaal Bancroft (ナンシー・シャール・バンクロフト Nanshī Shāru Bankurofuto?)
Seiyū: Ai Kakuma
Hija de John William Bancroft, la pistola para elefantes que lleva en la mano es el legado de su padre. Al principio, Schaal no comprendía por qué Hank había matado a su padre, pero decidió seguirlo para descubrir la verdad sobre los Encarnados y qué les hizo perder su humanidad. Schaal empuña una pistola de elefante y, a regañadientes, decide ayudar a Hank a cambio de la oportunidad de terminar con su vida una vez que se completa su misión. Más adelante se revela que Schaal puede escuchar "La voz de Dios" del mineral Somnium, a igual que Elaina.
Cain Madhouse (ケイン・マッドハウス Kein Maddohausu?)
Seiyū: Yuichi Nakamura
Anteriormente un noble llamado Cain Withers, fue vice capitán de la tropa de los Encarnados. Alguna vez fue amigo de Hank y Elaine, y alguna vez le gustó Elaine. Liberó a todos los Encarnados cerca del final de la guerra, y tiene una opinión diferente a la de Hank y otros sobre por qué los Encarnados perdieron su humanidad. Se le llama el vampiro Encarnado, el rey inmortal de la sangre y la noche. 
Elaine Bluelake (エレイン・ブルーレーク Erein Burūrēku?)
Seiyū: Mamiko Noto
Una doctora que creó a los Encarnados. Alguna vez fue amiga de Hank y Caín, y en su momento le agradó Hank. En ese momento, creó a los Encarnados para terminar la guerra lo antes posible, pero se sentía responsable del destino que todos los Encarnados enfrentaron después de la guerra. Se revela que ella fue capaz de escuchar "La voz de Dios" que provenía del mineral Somnium, lo cual le permitió crear los Encarnados. 
Claude Withers (クロード・ウィザース Kurōdo Wizāsu?)
Seiyū: Kaito Ishikawa
Un humano y el capitán de Coup de Grace, un escuadrón de exterminio de encarnados autorizado por el gobierno. Se toma su trabajo en serio y jura que no sonreirá hasta que haya matado a todos los encarnados. Desconocido para la mayoría de la gente, él es el medio hermano menor de Caín. Para averiguar la razón de la rebelión de su hermano mayor, Caín, decidió cazar a todos los encarnados que han perdido su humanidad.
Liza Runecastle (ライザ・ルネキャッスル Raiza Runekyassuru?)
Seiyū: Yōko Hikasa
Una espía de la Unión del Norte que le proporciona información a Hank sobre los Encarnados. Siente la responsabilidad de cuidar de Schaal y Claude, y también le preocupan las acciones de Hank en solitario.
Miglieglia (ミリエリア Mirieria?)
Seiyū: Kana Ichinose
Una joven de cabello blanco y ojos dorados con un vestido negro que vive con Caín. Es una encarnación que apareció después de la guerra. Tiene la habilidad de controlar a los muertos. Su verdadera identidad es la hija póstuma de Elaine.

### Soldados encarnados
John William Bancroft (Nidhogg) (ウィリアム（ニーズヘッグ)?)
Seiyū: Daisuke Hirakawa
El padre de Schaal, que dirigía un orfanato local con su hija. Incluso después de la guerra, volvió a su forma encarnada y continuó cuidando a los niños, pero comenzó a gritar en mitad de la noche, asustando a los aldeanos locales e incluso cazando el ganado del pueblo, lo que provocó que Schaal tuviera que enviar a los huérfanos a un lugar seguro, por lo que voluntariamente dejó que Hank lo matara por el bien de su hija y todos los aldeanos. Encarna a Nidhogg,  dragón inmortal de la mitología nórdica que vive en el Niflheim donde crece una de las raíces del árbol Yggdrasil.
Edgar Beckford (Basilisk) (エドガー（バジリスク)?)
Seiyū: Hiroki Yasumoto
Un ex soldado Encarnado que usó su poder para robar las casas de las personas después de que terminó la guerra, además de matar a las personas que vivían allí, fue el primer Encarnado en ser asesinado por Hank después de hacer un juramento. Encarna al Basilisco  ser mitológico de la mitología griega que se describía como una serpiente gigante cargada de veneno letal y que podía matar con la simple mirada, que consideraban el rey de las serpientes.
Daniel Price "Dani" (Spriggan) (ダニエル（スプリガン)?)
Seiyū: Shinnosuke Tachibana
Un joven relativamente tranquilo. Intentó volver a tener una vida normal en su ciudad natal, Barn Wood, pero en realidad se dedicaba a robar caravanas cercanas para poder mantener a su familia. Encarna al Spriggan, generalmente los Spriggans eran conocidos como guardaespaldas de las hadas. También se decía que eran ladrones ocupados, aunque eran generalmente pequeños, tenían la capacidad de hincharse a un tamaño enorme.
Theodore Sherman "Teo" (Minotaur) (セオドア (ミノタウロス)?)
Seiyū: Kōki Uchiyama
Un joven cobarde que se unió al Ejército del Norte antes de que Hank lo inspirara. Después de regresar a su hogar en Rogue Hill, se volvió cada vez más paranoico y convirtió la ciudad en su fortaleza laberíntica personal para defenderse de todas las amenazas percibidas. Encarna al Minotauro era un monstruo con cuerpo de hombre y cabeza de toro.
Arthur Allston (Behemoth) (アーサー (ベヒモス)?)
Seiyū: Kenjirō Tsuda
Un soldado de voz suave que rara vez hablaba de sí mismo y seguía órdenes sin cuestionarlas. Como Behemoth, deambula hacia el este por razones desconocidas, mientras intenta evitar las áreas densamente pobladas. Encarna al Behemoth o Leviatan, es una de las criaturas más impresionantes y llamativas mencionadas en los antiguos textos del cristianismo y el judaísmo.
Christopher Cairns (Gargoyle) (クリストファー (ガーゴイル)?)
Seiyū: Jun Fukuyama
Un joven que a menudo encontró consuelo en las enseñanzas de la Iglesia antes de unirse al Ejército. En forma de gárgola, imparte su propia versión de justicia a los "pecadores" de la Iglesia Blanca. Encarna a la Gárgola un ser representado generalmente en piedra, que posee características a menudo grotescas.
Elizabeth Weezer (Arachne) (エリザベス?)
Seiyū: Maaya Sakamoto
Una mujer miembro encarnada de la tropa de los Encarnados durante la Guerra, cuyo cuerpo inferior se ha transformado en una araña gigante. En su juventud, se ganaba la vida trabajando en un taller de costura, pero se vio obligada a cerrar el negocio debido a la guerra, recurriendo posteriormente a la prostitución. Al enterarse de que se estaban reclutando voluntarios para convertirse en Encarnados, se unió y adoptó el nombre de "Arachne". Tras el fin de la guerra, se une a Caín y está dispuesta a hacer cualquier cosa por él, pero está muy preocupada por el odio y el conflicto entre Caín y Hank. Puede crear hilos extremadamente fuertes y se especializa en ataques sorpresa desde la oscuridad y posee habilidades similares a las de las arañas, pudiendo producir grandes cantidades de seda para bloquear y frenar los movimientos del enemigo.
Beatrice "Trice"(Siren) (ベアトリス (セイレーン)?)
Seiyū: Saori Hayami
Una hermosa ex cantante de bar joven. Antes de la guerra cantaba en los pubs de su pueblo pesquero natal de Porter Bay; su dulce voz podía alegrar a los tristes y complacer a todos. Decidió transformarse en Incarnate para terminar la guerra lo antes posible y dejar que la gente volviera a disfrutar de su canto. Su habilidad es poner a la gente a dormir, volviéndola incapaz de resistirse. Ella es una de las pocas Incarnates que intentó evitar lastimar a los humanos después de la guerra. Ella encarna a la Sirena,  en la mitología griega, las sirenas eran conocidas por seducir a los marineros con sus dulces voces, y al actuar así, los arrastraban hacia la muerte.
Rex Brock "Roy" (Garm) (ロイ (ガルム)?)
Seiyū: Tatsuhisa Suzuki
Comúnmente conocido como "Roy", era un soldado de campo en la Alianza Patria del Norte, sirviendo en las líneas del frente de la guerra, donde su pelotón fue aniquilado y él fue el único sobreviviente. Poco después, fue rescatado por Caín y Hank y los siguió para convertirse en un Encarnado. Admiraba mucho a Hank y lo consideraba su objeto más orgulloso. Roy era el más hablador en la tropa de Encarnados y casi no muestra miedo (probablemente porque Encarnado es casi invencible). Más tarde, después de perder su humanidad, su deseo de luchar se volvió muy fuerte. Roy encarna al Garm el terrible perro que guarda las puertas de la morada de Hela en el Helheim, de la Mitología Nórdica.
Miles Byron (Centaur) (マイルズ (ケンタウロス)?)
Seiyū: Tomokazu Sugita
Un ex médico militar que trató a soldados en el campo de batalla. Aunque trató a muchos soldados gravemente heridos durante la guerra, descubrió que todos los soldados que trataba morían en el campo de batalla, lo que lo llevó a convertirse en Encarnados para evitar que murieran más soldados. Encarna a la centauro de la mitología griega. Es una criatura cuya parte superior del cuerpo es humana y la parte inferior es un caballo. Es muy hábil en medicina y tecnología de arco y flecha.

## Medios de comunicación

### Manga
El dúo de artistas manga Maybe lanzó la serie en la edición de julio de 2014 de la revista de manga shōnen de Kodansha, la revista Bessatsu Shōnen, el 9 de junio de 2014. La serie tomó un descanso de un mes en agosto de 2015 (no se publicó en la edición de septiembre el 8 de agosto) antes de reanudar la serialización en la edición de octubre el 9 de septiembre de 2015.
El editor de manga norteamericano Vertical anunció su licencia para la serie el 27 de agosto de 2015, programando el lanzamiento del primer volumen para mayo de 2016. Antes de seleccionar el título actual de la serie, Vertical originalmente iba a publicar el manga como Las bestias sagradas abandonadas.

| Volumen 1 | ISBN                   | Publicado              |
| Volumen 1 | ISBN 978-4-06-395262-9 | 9 de diciembre de 2014 |
| |                        |                        |
| Contiene los capítulos: - 1. "Cazadores de Bestias" (獣狩り Kemono Gari?) - 2. "La Fortaleza del Minotauro (Pt. 1)" (ミノタウロスの要塞 ① Minotaurosu no Yōsai Ichi?) - 3. "La Fortaleza del Minotauro (Pt. 2)" (ミノタウロスの要塞 ② Minotaurosu no Yōsai Ni?) - 4. "Marcha del Gigante (Pt. 1)" (巨獣の猛進 ① Behimosu no Mōshin Ichi?) - 5. "Marcha del Gigante (Pt. 2)" (巨獣の猛進 ② Behimosu no Mōshin Ni?) |                        |                        |

| Volumen 2 | ISBN                   | Publicado          |
| Volumen 2 | ISBN 978-4-06-395410-4 | 9 de junio de 2015 |
| |                        |                    |
| Contiene los capítulos: - 6. "Bestias sin Consolidar" (解き放たれた獣 Tokihanata Reta Kemono?) - 7. "Juicio de Gárgola (Pt. 1)" (ガーゴイルの断罪 ① Gāgoiru no Danzai Ichi?) - 8. "Juicio de Gárgola (Pt. 2)" (ガーゴイルの断罪 ② Gāgoiru no Danzai Ni?) - 9. "Juicio de Gárgola (Pt. 3)" (ガーゴイルの断罪 ③ Gāgoiru no Danzai San?) - 10. "Señor de las Bestias" (獣の王 Kemono no Ō?) |                        |                    |

| Volumen 3 | ISBN                   | Publicado              |
| Volumen 3 | ISBN 978-4-06-395552-1 | 9 de diciembre de 2015 |
| |                        |                        |
| Contiene los capítulos: - 11. "La Hija del Dragón" (竜の娘 Ryū no Musume?) - 12. "Coup de Grace" (クーデグラース Kū de Gurāsu?) - 13. "Volviendo a la Carretera" (旅の再開 Tabi no Saikai?) - 14. "Cantante de sueño (Pt. 1)" (眠りの歌姫 ① Nemuri no Utahime Ichi?) - 15. "Cantante de sueño (Pt. 1)" (眠りの歌姫 ② Nemuri no Utahime Ni?) - 16. "Objetivo" (標的 Hyōteki?) |                        |                        |

| Volumen 4 | ISBN                   | Publicado           |
| Volumen 4 | ISBN 978-4-06-395682-5 | 9 de agosto de 2016 |
| |                        |                     |
| Contiene los capítulos: - 17. "La Noche de la Caza" (狩りの夜 Kari no Yoru?) - 18. "El Sabueso de la Puerta del Infierno (Pt. 1)" (冥府の番犬 ① Meifu no Banken Ichi?) - 19. "El Sabueso de la Puerta del Infierno (Pt. 2)" (冥府の番犬 ② Meifu no Banken Ni?) - 20. "Reunión (Pt. 1)" (再会 ① Saikai Ichi?) - 21. "Reunión (Pt. 2)" (再会 ② Saikai Ni?) - 22. "Reunión (Pt. 3)" (再会 ③ Saikai San?) |                        |                     |

| Volumen 5 | ISBN                   | Publicado            |
| Volumen 5 | ISBN 978-4-06-395836-2 | 9 de febrero de 2017 |
| |                        |                      |
| Contiene los capítulos: - 23. "El Faro de la Rebelión (反乱の狼煙 Hanran no Noroshi?) - 24. "Bestia Inmortal (Pt. 1)" (不死身の獣 ① Fujimi no Kemono Ichi?) - 25. "Bestia Inmortal (Pt. 2)" (不死身の獣 ② Fujimi no Kemono Ni?) - 26. "Bestia Inmortal (Pt. 3)" (不死身の獣 ③ Fujimi no Kemono San?) - 27. "Bestia Inmortal (Pt. 4)" (不死身の獣 ④ Fujimi no Kemono Yon?) - 28. "Bestia Inmortal (Pt. 5)" (不死身の獣 ⑤ Fujimi no Kemono Go?) |                        |                      |

| Volumen 6 | ISBN                   | Publicado               |
| Volumen 6 | ISBN 978-4-06-510201-5 | 8 de septiembre de 2017 |
| |                        |                         |
| Contiene los capítulos: - 29. "Fortaleza de los Muertos (Pt. 1)" (死者の要塞 ① Shisha no Yōsai Ichi?) - 30. "Fortaleza de los Muertos (Pt. 2)" (死者の要塞 ② Shisha no Yōsai Ni?) - 31. "La Paz de un Momento" (空隙の寂静 Kūgeki no Jakujō?) - 32. "Replicador del olvido (Pt. 1)" (亡失の複製者 ① Bōshitsu no Fukuseisha Ichi?) - 33. "Replicador del olvido (Pt. 2)" (亡失の複製者 ② Bōshitsu no Fukuseisha Ni?) |                        |                         |

| Volumen 7 | ISBN                   | Publicado          |
| Volumen 7 | ISBN 978-4-06-511070-6 | 9 de marzo de 2018 |
| |                        |                    |
| Contiene los capítulos: - 34. "École (Pt. 1)" (エコール ① Ekōru Ichi?) - 35. "École (Pt. 2)" (エコール ② Ekōru Ni?) - 36. "École (Pt. 3)" (エコール ③ Ekōru San?) - 37. "La Voz de Dios" (神の声 Kami no Koe?) - Historia Paralela:"Los Vientos de Hrcesvelgr" (フレスヴェルグの風 Furēsuvu erugu no Kaze?) |                        |                    |

| Volumen 8 | ISBN                   | Publicado           |
| Volumen 8 | ISBN 978-4-06-512324-9 | 9 de agosto de 2018 |
| |                        |                     |
| Contiene los capítulos: - 38. "Recuerdos del comienzo (Pt. 1) (Hajimari no Kioku Ichi はじまりの記憶 ①?) - 39. "Recuerdos del comienzo (Pt. 2) (Hajimari no Kioku Ni はじまりの記憶 ②?) - 40. "Recuerdos del comienzo (Pt. 3) (Hajimari no Kioku San はじまりの記憶 ③?) - 41. "Recuerdos del comienzo (Pt. 4) (Hajimari no Kioku Yon はじまりの記憶 ④?) - 42. "Recuerdos del comienzo (Pt. 5) (Hajimari no Kioku Go はじまりの記憶 ⑤?) |                        |                     |

| Volumen 9 | ISBN                   | Publicado            |
| Volumen 9 | ISBN 978-4-06-514422-0 | 8 de febrero de 2019 |
| |                        |                      |
| Contiene los capítulos: - 43. "Recuerdos del comienzo (Pt. 6) (Hajimari no Kioku Roku はじまりの記憶 ⑥?) - 44. "Recuerdos del comienzo (Pt. 7) (Hajimari no Kioku Nana はじまりの記憶 ⑦?) - 45. "Recuerdos del comienzo (Pt. 8) (Hajimari no Kioku Hachi はじまりの記憶 ⑧?) - 46. "Recuerdos del comienzo (Pt. 9) (Hajimari no Kioku Kyū はじまりの記憶 ⑨?) - 47. "Recuerdos del comienzo (Pt. 10) (Hajimari no Kioku Jū はじまりの記憶 ⑩?) |                        |                      |

| Volumen 10 | ISBN                   | Publicado          |
| Volumen 10 | ISBN 978-4-06-516284-2 | 9 de julio de 2019 |
| |                        |                    |
| Contiene los capítulos: - 48. "El oro del grifo (Pt. 1) (Gurifon no Kogane Ichi グリフォンの黄金 ①?) - 49. "El oro del grifo (Pt. 2) (Gurifon no Kogane Ni グリフォンの黄金 ②?) - 50. "El oro del grifo (Pt. 3) (Gurifon no Kogane San グリフォンの黄金 ③?) - 51. "El oro del grifo (Pt. 4) (Gurifon no Kogane Yon グリフォンの黄金 ④?) - 52. "El oro del grifo (Pt. 5) (Gurifon no Kogane Go グリフォンの黄金 ⑤?) |                        |                    |

| Volumen 11 | ISBN                   | Publicado          |
| Volumen 11 | ISBN 978-4-06-518780-7 | 9 de julio de 2020 |
| |                        |                    |
| Contiene los capítulos: - 53. "Arreglos secretos (Pt. 1) (Mitsu Yaku Ichi 密約 ①?) - 54. "Arreglos secretos (Pt. 2) (Mitsu Yaku Ni 密約 ②?) - 55. "Arreglos secretos (Pt. 3) (Mitsu Yaku San 密約 ③?) - 56. "El herrero de un solo ojo (Pt. 1) (Dokugan no Kajiya Ichi 独眼の鍛冶屋 ①?) - 57. "El herrero de un solo ojo (Pt. 2) (Dokugan no Kajiya Ni 独眼の鍛冶屋 ②?) - 58. "El usurpador de la sangre (Pt. 1) (Chi no Sandatsu-sha Ichi 血の簒奪者 ①?) - 59. "El usurpador de la sangre (Pt. 2) (Chi no Sandatsu-sha Ni 血の簒奪者 ②?) |                        |                    |

| Volumen 12 | ISBN                   | Publicado          |
| Volumen 12 | ISBN 978-4-06-522645-2 | 9 de marzo de 2021 |
| |                        |                    |
| Contiene los capítulos: - 60. "El usurpador de la sangre (Pt. 3) (Chi no Sandatsusha San 血の簒奪者 ③?) - 61. "La Santísima Virgen en Cautiverio (Pt. 1) (幽囚の聖女 ①?) - 62. "La Santísima Virgen en Cautiverio (Pt. 2) (幽囚の聖女 ②?) - 63. "La Santísima Virgen en Cautiverio (Pt. 3) (幽囚の聖女 ③?) - 64. "El resentimiento del ogro (Pt. 1) (オーガの怨讐 ①?) - 65. "El resentimiento del ogro (Pt. 2) (オーガの怨讐 ②?) - 66. "El resentimiento del ogro (Pt. 3) (オーガの怨讐 ③?) |                        |                    |

| Volumen 13 | ISBN                   | Publicado              |
| Volumen 13 | ISBN 978-4-06-525987-0 | 9 de noviembre de 2021 |
| |                        |                        |
| Contiene los capítulos: - 67. "De despedida (Sekibetsu 惜別?) - 68. "Los hilos de Aracne (Pt. 1) (Arakune no itoayatsuri Ichi アラクネの糸操り ①?) - 69. "Los hilos de Aracne (Pt. 2) (Arakune no itoayatsuri Ni アラクネの糸操り ②?) - 70. "Tropezar (Pt. 1) (Kaigō Ichi 邂逅 ①?) - 71. "Tropezar (Pt. 2) (Kaigō Ni 邂逅 ②?) - 72. "Tropezar (Pt. 3) (Kaigō San 邂逅 ③?) - Historia Paralela:"¡El Encarnado se acerca!" (擬神兵が来る！ Kishinpei ga kuru!?) |                        |                        |

| Volumen 14 | ISBN                   | Publicado            |
| Volumen 14 | ISBN 978-4-06-529408-6 | 7 de octubre de 2022 |
| |                        |                      |
| Contiene los capítulos: - 73. "Enfrentamiento de capitales (Pt. 1) (Shuto kessen Ichi 首都決戦 ①?) - 74. "Enfrentamiento de capitales (Pt. 2) (Shuto kessen Ni 首都決戦 ②?) - 75. "Enfrentamiento de capitales (Pt. 3) (Shuto kessen San 首都決戦 ③?) - 76. "Enfrentamiento de capitales (Pt. 4) (Shuto kessen Yon 首都決戦 ④?) - 77. "Enfrentamiento de capitales (Pt. 5) (Shuto kessen Go 首都決戦 ⑤?) - 78. "Enfrentamiento de capitales (Pt. 6) (Shuto kessen Roku 首都決戦 ⑥?) - 79. "Enfrentamiento de capitales (Pt. 7) (Shuto kessen Nana 首都決戦 ⑦?) |                        |                      |

| Volumen 15 | ISBN                   | Publicado           |
| Volumen 15 | ISBN 978-4-06-532603-9 | 8 de agosto de 2023 |
| |                        |                     |
| Contiene los capítulos: - 80. "Enfrentamiento de capitales (Pt. 8) (Shuto kessen Hachi 首都決戦 ⑧?) - 81. "Enfrentamiento de capitales (Pt. 9) (Shuto kessen Kyū 首都決戦 ⑨?) - 82. "Sacrificar (Pt. 1) (Gisei Ichi 犧牲 ③?) - 83. "Sacrificar (Pt. 2) (Gisei Ni 犧牲 ①?) - 84. "Sacrificar (Pt. 3) (Gisei San 犧牲 ②?) - 85. "Aullido(Pt. 1) (Hōkō Ichi 咆哮 ①?) - 86. "Aullido (Pt. 2) (Hōkō Ni 咆哮 ②?) - 87. "Capítulo final: A las Bestias Sagradas Abandonadas (Katsute Kami Datta Kemono-tachi e かつて神だった獣たちへ?) |                        |                     |

### Anime
El 5 de febrero de 2019 se anunció una adaptación de la serie de televisión de anime. La serie está animada por MAPPA y dirigida por Jun Shishido, con Shigeru Murakoshi manejando la composición de la serie, Daisuke Niinuma diseñando los personajes y Yoshihiro Ike componiendo la música. La serie se estrenó el 1 de julio de 2019 en Tokyo MX, BS11 y MBS. El tema de apertura es "Sacrifice" (サクリファイス?) de Mafumafu, mientras que el tema final es "HHOOWWLL" de Gero×ARAKI. Crunchyroll está transmitiendo la serie. Se ejecutará durante 12 episodios.

#### Lista de episodios
| #  | Título                                                                                            | Estreno                  |
| -- | ------------------------------------------------------------------------------------------------- | ------------------------ |
| 1  | «A las Bestias Sagradas Abandonadas» «Katsute Kami Datta Kemono-tachi e» (かつて神だった獣たちへ) | 1 de julio de 2019       |
| 2  | «La Hija del Dragón» «Ryū no Musume» (竜の娘)                                                     | 8 de julio de 2019       |
| 3  | «La Fortaleza del Minotauro» «Minotaurosu no Yōsai» (ミノタウロスの要塞)                          | 15 de julio de 2019      |
| 4  | «La Marcha del Gigante» «Behimosu no Mōshin» (巨獣の猛進)                                         | 22 de julio de 2019      |
| 5  | «El Juicio de la Gárgola» «Gāgoiru no Danzai» (ガーゴイルの断罪)                                  | 29 de julio de 2019      |
| 6  | «El Rey de las Bestias» «Kemono no Ō» (獣の王)                                                    | 5 de agosto de 2019      |
| 7  | «El Detonante de los Recuerdos» «Tsuioku no Hikigane» (追憶の引鉄)                                | 12 de agosto de 2019     |
| 8  | «La Cantante del Sueño» «Nemuri no Utahime» (眠りの歌姫)                                          | 19 de agosto de 2019     |
| 9  | «El Guardián de las Puertas del Infierno» «Meifu no Banken» (冥府の番犬)                          | 26 de agosto de 2019     |
| 10 | «Su Juramento» «Futatsu no Chikai» (二つの誓い)                                                   | 2 de septiembre de 2019  |
| 11 | «El Principio de los Problemas al Frente» «Sōran no Kōshi» (騒乱の嚆矢)                           | 9 de septiembre de 2019  |
| 12 | «Aquellos que Buscan» «Ou-sha-tachi» (追う者たち)                                                 | 16 de septiembre de 2019 |

## Recepción
El primer volumen de la serie alcanzó el puesto 39 en el ranking semanal de cómics de Oricon, con 22 468 copias vendidas; el segundo volumen alcanzó el 31.º lugar, con 18,638 copias vendidas; el tercer volumen alcanzó el puesto 39, con 28 018 copias vendidas; y el cuarto volumen alcanzó el puesto 24, con 32 728 copias vendidas.